# Богатыровка (Иссык-Кульская область)
Богатыровка (кирг. Богатыровка) — село в Джети-Огузском районе Иссык-Кульской области Кыргызстана. Входит в состав Липенского аильного округа. Код СОАТЕ — 41702 210 840 02 0.

## Население
По данным переписи 2009 года, в селе проживало 1135 человек.